# Мушковичи
 Мушковичи  — деревня в Смоленской области России, в Ярцевском районе. Расположено в центральной части области в 7 км к западу от районного центра, возле автодороги М1 «Беларусь». Население — 336 жителей (2007 год). 
Центр Мушковичского сельского поселения.

## Известные жители
3 (16) апреля 1904 года в селе родился Александр Иванович Макаревский — советский учёный в области прочности и аэроупругости летательных аппаратов, Герой Социалистического Труда (1957), академик АН СССР (1968), лауреат Ленинской (1957) и Сталинской (1943) премий.

## Достопримечательности
- Надгробная плита на могиле неизвестного советского командира, погибшего в июле 1941 года.